# Sais browni
Sais browni är en fjärilsart som beskrevs av Takahashi 1977. Sais browni ingår i släktet Sais och familjen praktfjärilar. Inga underarter finns listade.